# Suco intestinal
O suco intestinal ou entérico é uma secreção da mucosa do intestino delgado que ajuda na digestão dos alimentos no intestino. Nele existem muitas enzimas.
Elas são: aCarboxipeptidase, Aminopeptidase, Dipeptidase, Maltase, Sacarase, Lactase, Lipase. As principais enzimas são: sacarase, maltase, lactase e peptidases. 